# Indigofera squalida
Indigofera squalida är en ärtväxtart som beskrevs av David Prain. Indigofera squalida ingår i släktet indigosläktet, och familjen ärtväxter. Inga underarter finns listade i Catalogue of Life.